# Helichrysum argyrolepis
Helichrysum argyrolepis là một loài thực vật có hoa trong họ Cúc. Loài này được MacOwan mô tả khoa học đầu tiên năm 1890.